# Hugo Loetscher
Hugo Loetscher (Zurigo, 22 dicembre 1929 – Zurigo, 18 agosto 2009) è stato uno scrittore, critico letterario e giornalista svizzero.
È uno dei più noti e prolifici scrittori svizzeri contemporanei in lingua tedesca. Der Immune (letteralmente: L'uomo immune) è probabilmente la sua opera più importante. Hugo Loetscher è un moralista senza ideologie che con ironia dilettevole mostra allo specchio il mondo moderno.

## Vita

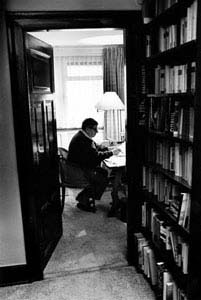
Loetscher nel suo studio

Hugo Loetscher è cresciuto a Zurigo. Dopo l'esame di maturità ha studiato scienze politiche, sociologia, economia e lettere alle Università di Zurigo e Parigi. Nel 1956 ha ottenuto il titolo di dottorato in lettere con la tesi intitolata “La filosofia politica in Francia dopo il 1945”.
In seguito ha lavorato come critico letterario per il giornale Neue Zürcher Zeitung e per il settimanale Die Weltwoche. Dal 1958 al 1962 ha fatto parte della redazione del mensile Du. Dal 1964 al 1969 è stato membro della redazione dell'inserto culturale della Weltwoche. Da allora è scrittore di libera professione.
Dagli anni sessanta Loetscher ha intrapreso lunghi viaggi nell'Europa del Sud e successivamente in Estremo Oriente. Ha soggiornato regolarmente in America Latina, e soprattutto in Brasile. A partire dagli anni ottanta si sono aggiunti diversi incarichi in qualità di docente ospite di poetica: all'University of Southern California di Los Angeles (1979/1980), all'Università di Friburgo in Brisgovia (1981), alla City University of New York (1981/82) e all'Università di Monaco di Baviera (1988).
Hugo Loetscher conosceva Friedrich Dürrenmatt ed il pittore Varlin. I tre erano buoni amici e collaboravano strettamente (Varlin ha ritratto per esempio Dürrenmatt e Loetscher). Hugo Loetscher non ha tuttavia raggiunto la notorietà di Dürrenmatt. Loetscher frequentava il “Café Maroc” a Zurigo (chiamato “Maröckli”), un locale relativamente conosciuto frequentato da giovani e scrittori (persino Fritz Zorn, l'autore dell'opera autobiografica Mars, menziona brevemente questo punto d'incontro che lui stesso, essendosi sempre tenuto lontano dai locali alla moda, non frequentò mai).

## Attività letteraria
Le opere di Hugo Loetscher si basano spesso sulle sue esperienze di viaggio e includono elementi autobiografici. Oltre ai reportages di viaggio l'autore ha scritto romanzi, saggi, opere di teatro e favole; e lavora come curatore in svariati campi, fra l'altro in quello della fotografia.
Loetscher è uno scrittore in lingua tedesca e quindi orientato verso l'eredità culturale e letteraria tedesca. La sua identità è però segnata dal fatto di essere cittadino di una nazione con quattro lingue. 
Loetscher è membro dell'Associazione svizzera degli scrittori, di cui è stato presidente dal 1986 al 1989, ed è socio corrispondente dell'Accademia tedesca di lingua e poesia di Darmstadt.

## Il caso Dürrenmatt
Dopo la morte di Friedrich Dürrenmatt nel 1990, Loetscher è stato querelato dalla vedova Charlotte Kerr, che aveva recitato la parte di Lydia van Dyke nelle Fantastiche avventure dell'astronave Orion (Raumpatrouille) e sposato Dürrenmatt nel 1984. Il motivo della querela: Loetscher aveva scritto un testo sulle esequie del celebre scrittore (pubblicato nel volume Lesen statt klettern tredici anni dopo la morte di Dürrenmatt) in cui - secondo la vedova - ferisce i suoi diritti della personalità. Kerr critica alcuni dettagli descritti, come le mani congiunte della salma esposta o la presenza di un libro di Stephen King sul comodino del defunto o ancora l'affermazione che in chiesa lei avrebbe avuto bisogno di essere sorretta. Secondo la vedova Loetscher si ricorda male. Dürrenmatt era ateo e come tale non avrebbe mai congiunto le mani. Inoltre lei non si è mai lasciata sorreggere in vita sua. Loetscher, dal canto suo, ha affermato che era esistito un disegno del defunto su cui le mani erano congiunte. Kerr l'aveva richiesto e poi bruciato. Loetscher ha sottolineato che era stato amico di Dürrenmatt per tanti anni. “Non per gli ultimi sette anni”, ha ribattuto la vedova. Loetscher è stato assolto.

## Onorificenze
- 1964 Premio Charles Veillon
- 1966 Premio Conrad Ferdinand Meyer
- 1972 Premio letterario della città di Zurigo
- 1985 Premio letterario della Banca Cantonale Zurighese
- 1992 Gran Premio Schiller della Fondazione Schiller svizzera
- 1994 Premio Cruzeirio do Sul per i suoi meriti nel campo della cultura brasiliana

## Opere
- Abwässer, Zurigo 1963 (versione it. L'ispettore delle fogne, trad. di Bianca Zagari, Bellinzona 2000)
- Die Kranzflechterin, Zurigo 1964
- Noah, Zurigo 1967
- Zehn Jahre Fidel Castro, Zurigo 1969
- Der Immune, Darmstadt 1975
- Die Entdeckung der Schweiz und anderes, Zurigo 1976
- Kulinaritäten, Berna 1976 (assieme ad Alice Vollenweider)
- Die Schiene öffnet ein Tal, Lucerna 1979 (assieme a Fritz Hauser)
- Wunderwelt, Darmstadt 1979 (versione it. Il mondo dei miracoli: un incontro brasiliano, trad. di Gabriella de' Grandi, Bellinzona, 2006)
- Herbst in der Grossen Orange, Zurigo 1982
- How many languages does man need?, New York 1982
- Der Waschküchenschlüssel und andere Helvetica, Zurigo 1983 (versione it. Se Dio fosse svizzero, trad. di Mattia Mantovani, Locarno 2004)
- Das Hugo-Loetscher-Lesebuch, Zurigo 1984
- Die Papiere des Immunen, Zurigo 1986
- Vom Erzählen erzählen, Zurigo 1988
- Die Fliege und die Suppe und 33 andere Tiere in 33 anderen Situationen, Zurigo 1989
- Der predigende Hahn, Zurigo1992
- Der Blick der Malerin, Zurigo 1995 (assieme a Peter Killer e Caroline Kesser)
- Saison, Zurigo 1995
- Die Augen des Mandarin, Zurigo 1999
- Äs tischört und plutschins, Zurigo 2000
- Durchs Bild zur Welt gekommen, Zurigo 2001
- Der Buckel, Zurigo 2002
- Lesen statt klettern, Zurigo 2003
- Es war einmal die Welt, Zurigo 2004
- Bacchus: Kunst für Weinfreunde - Wein für Kunstfreunde, Zurigo 2004 (a cura di Verena Füllemann e altri)
- War meine Zeit meine Zeit, Zurigo 2009

## Curatele
- Durchs Bild zur Welt gekommen, Zurigo 2001 (assieme a Peter Pfrunder)
- Hans Falk: Circus zum Thema, Zurigo 1981 (assieme a Fritz Billeter)
- Für den Tag schreiben, Zurigo 1999
- Manuel Gasser: Welt vor Augen, Francoforte sul Meno 1964
- Photographie in der Schweiz von 1840 bis heute, Teufen 1974
- Adrien Turel: Bilanz eines erfolglosen Lebens, Frauenfeld 1976
- Varlin: Varlin, Zurigo 1969
- Zürich – Aspekte eines Kantons, Zurigo 1972 (assieme a Daniel Bodmer, Sylvia Staub e Heinz Wolfensberger)

## Traduzioni
- Ayi Kwei Armah: Die Schönen sind noch nicht geboren, Olten altro 1971
- Le Corbusier: Von der Poesie des Bauens, Zurigo 1957
- José Guadalupe Posada: Posada, Zurigo 1979
- Walter Sorell: Europas kleiner Riese, Monaco di Baviera 1972 (assieme a Franz Z. Küttel)
- António Vieira: Die Predigt des Heiligen Antonius an die Fische, Zurigo 1966